# اریحا
اَریحا (عربی: أریحا، عبری: יְרִיחוֹ‎، انگلیسی: Jericho) مرکز استان اریحا در کرانهٔ باختری است.
نام اریحا بیش از ۷۰ بار در عهد عتیق ذکر شده و به عنوان «شهر خرماها» (עִיר הַתְּמָרִים) توصیف شده‌است.

بررسی‌های باستان‌شناسی نشان داده ‌است که قدمت این شهر به حدود ۹۰۰۰ سال پیش از میلاد می‌رسد و به احتمال زیاد «نخستین سکونت‌گاه شهری تاریخ» بوده‌ است. اریحای کنونی، در واقع مجموعه‌ای بیش از بیست شهر است که هر کدام روی خرابه‌های پیشینیان خود، ساخته شده‌اند و نخستین آن‌ها در دوران نوسنگی پیش‌ازسفال ایجاد شده‌ است.

## ریشه‌شناسی نام
ریشه نام عبری یریحو را از واژه کنعانی رئاخ (רוּחַ) به معنای نسیم و بوی خوش دانسته‌اند، ولی نظریه دیگری نیز وجود دارد که آن را ناشی از واژه کنعانی یاریخ (ירח) به معنای ماه یا الهه ماه می‌داند که این شهر در آغاز مرکز پرستش آن بوده‌است. 

## عصر نوسنگی پیش‌ازسفال (الف)

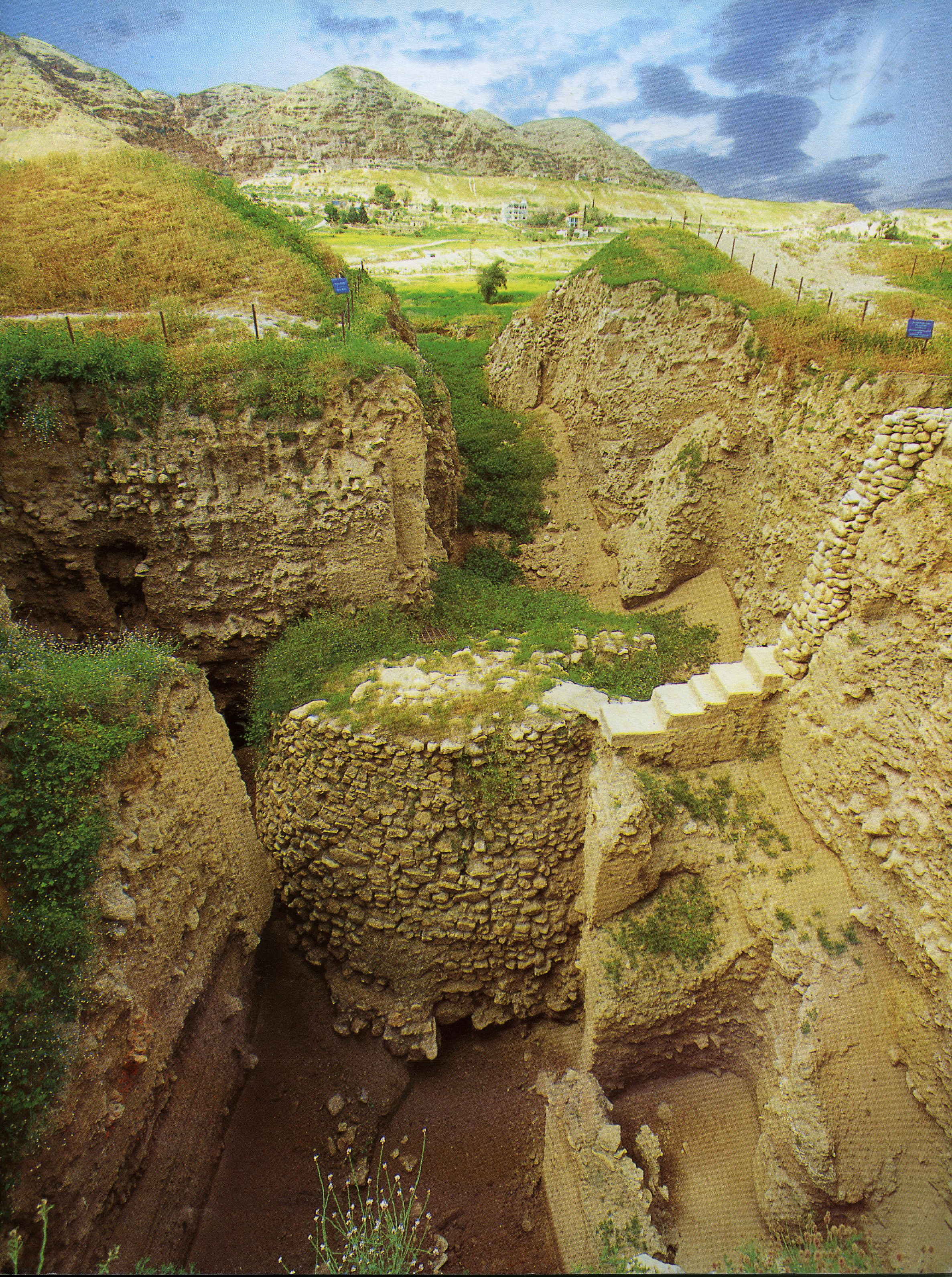
بازمانده برج و دیوار اریحا

چگونگی به وجود آمدن اریحا بر کرانه غربی رود اردن معلوم نیست.
در نزدیکی شهر اریحا منبع آبی به نام «چشمه الیسع» وجود دارد که ارزش آن در میانه بیابان دریای مرده در گذر هزاره‌ها واضح است.
ظهور سکونت‌گاه شهری در مساحتی سه هکتاری در حدود ۷۵۰۰ (پ.م) رخ داده‌است.
این سکونت‌گاه بیش از هزار سال با دیواری قطور معروف به دیوار جریکومحصور بوده که از ساکنان آن، دارایی‌هایشان و چشمهٔ آب محافظت می‌کرده‌است. دیوار اریحا قدیمی‌ترین دیوار تدافعی در جهان است که توسط باستان‌شناسان کشف شده است.
یک برج دیده‌بانی سنگی سترگ که در درون این دیوار ساخته شده بود بر این دیوار مشرف بود و بر آن نظارت می‌کرد. پلکانی سنگی در داخل این برج تعبیه شده بود که به سربازان اجازه صعود به برج را بدهد.

## عصر نوسنگی پیش‌ازسفال (ب)
در حدود ۶۵۰۰ (پ.م) سرانجام دیوار اریحا که بین کوچ‌نشینان شرقی و دشت‌های حاصل‌خیز فلسطین قرار داشت فرو ریخت.
تازه‌واردان خانه‌های خود را به شکل مستطیل به دور حیاطهای مرکزی سازمان دادند که در آن آشپزی انجام می‌شد. هر خانه شامل چندین اتاق بود که با درهای عریض به هم متصل می‌گشتند. بین این خانه‌ها چندین ساختمان عمومی برای پرستش خدایان ایجاد شده بود.
به خاطر کمبود سنگ و نیاز به آن برای ساخت بناهای دفاعی، در این دوران خانه‌ها با استفاده از خاک ساخته می‌شد. خاک مزایا و معایب خود را داشت. کار با گل و خانه‌سازی از آن آسانتر از کار با سنگ است و به مهارت چندانی نیاز ندارد. در عوض باید تمهیداتی در مورد محافظت در برابر رطوبت و ایستایی آن اندیشیده شود. همچنین سطوح نازیبای گلی نیاز به تزئینات و دکور را به وجود آورد. یک ابداع زیرکانه در میان ساکنان این شهر استفاده از لعاب بود، که هم سطح گل را در برابر آب مقاوم می‌کرد و هم آن را زیباتر می‌ساخت.
خشت‌های گلی اریحا با دست ساخته شده و در آفتاب خشک می‌شدند.

## اریحا پس از عصر نوسنگی

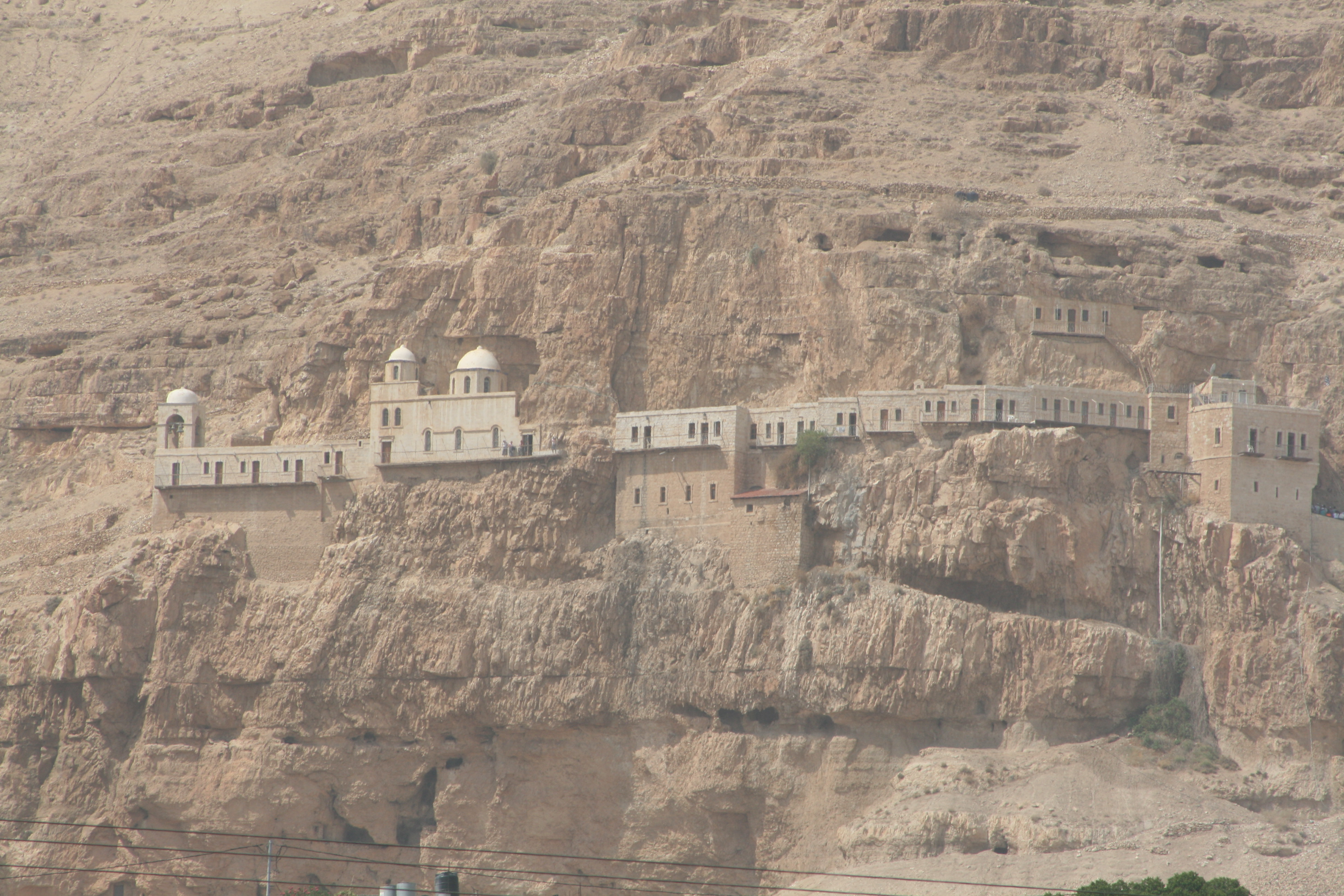
یک صومعه مسیحی

## آب و هوا
اریحا ۲۵۸متر پایین‌تر از سطح آب‌های آزاد قرار دارد، که این امر آن را به پست‌ترین شهر جهان تبدیل می‌کند.
| داده‌های اقلیم اریحا               | داده‌های اقلیم اریحا | داده‌های اقلیم اریحا | داده‌های اقلیم اریحا | داده‌های اقلیم اریحا | داده‌های اقلیم اریحا | داده‌های اقلیم اریحا | داده‌های اقلیم اریحا | داده‌های اقلیم اریحا | داده‌های اقلیم اریحا | داده‌های اقلیم اریحا | داده‌های اقلیم اریحا | داده‌های اقلیم اریحا | داده‌های اقلیم اریحا |
| ماه                               | ژانویه              | فوریه               | مارس                | آوریل               | مه                  | ژوئن                | ژوئیه               | اوت                 | سپتامبر             | اکتبر               | نوامبر              | دسامبر              | سال                 |
| --------------------------------- | ------------------- | ------------------- | ------------------- | ------------------- | ------------------- | ------------------- | ------------------- | ------------------- | ------------------- | ------------------- | ------------------- | ------------------- | ------------------- |
| میانگین بیش‌ترین °C (°F)           | ۱۹٫۰ (۶۶)           | ۲۰٫۶ (۶۹)           | ۲۴٫۴ (۷۶)           | ۲۹٫۵ (۸۵)           | ۳۴٫۴ (۹۴)           | ۳۷٫۰ (۹۹)           | ۳۸٫۶ (۱۰۱)          | ۳۷٫۹ (۱۰۰)          | ۳۵٫۸ (۹۶)           | ۳۲٫۷ (۹۱)           | ۲۸٫۱ (۸۳)           | ۲۱٫۴ (۷۱)           | ۳۰٫۰ (۸۶)           |
| میانگین روزانه °C (°F)            | ۱۰٫۷ (۵۱)           | ۱۲٫۶ (۵۵)           | ۱۶٫۳ (۶۱)           | ۲۲٫۴ (۷۲)           | ۲۶٫۶ (۸۰)           | ۳۰٫۴ (۸۷)           | ۳۰٫۹ (۸۸)           | ۳۰٫۴ (۸۷)           | ۲۸٫۶ (۸۳)           | ۲۵٫۸ (۷۸)           | ۲۲٫۸ (۷۳)           | ۱۶٫۹ (۶۲)           | ۲۲٫۹ (۷۳)           |
| میانگین کم‌ترین °C (°F)            | ۴٫۴ (۴۰)            | ۵٫۹ (۴۳)            | ۹٫۶ (۴۹)            | ۱۳٫۶ (۵۶)           | ۱۸٫۲ (۶۵)           | ۲۰٫۲ (۶۸)           | ۲۱٫۹ (۷۱)           | ۲۱٫۱ (۷۰)           | ۲۰٫۵ (۶۹)           | ۱۷٫۶ (۶۴)           | ۱۶٫۶ (۶۲)           | ۱۱٫۶ (۵۳)           | ۱۵٫۱ (۵۹)           |
| بارندگی میلی‌متر (اینچ)            | ۵۹ (۲٫۳۲)           | ۴۴ (۱٫۷۳)           | ۲۰ (۰٫۷۹)           | ۴ (۰٫۱۶)            | ۱ (۰٫۰۴)            | ۰ (۰)               | ۰ (۰)               | ۱ (۰٫۰۴)            | ۲ (۰٫۰۸)            | ۳ (۰٫۱۲)            | ۵ (۰٫۲)             | ۶۵ (۲٫۵۶)           | ۲۰۴ (۸٫۰۳)          |
| درصد رطوبت                        | ۷۷                  | ۸۱                  | ۷۴                  | ۶۲                  | ۴۹                  | ۵۰                  | ۵۱                  | ۵۷                  | ۵۲                  | ۵۶                  | ۵۴                  | ۷۴                  | ۶۱                  |
| میانگین روزانه ساعت‌های تابش آفتاب | ۱۸۹٫۱               | ۱۸۶٫۵               | ۲۴۴٫۹               | ۲۸۸٫۰               | ۳۶۲٫۷               | ۳۹۳٫۰               | ۴۱۸٫۵               | ۳۹۶٫۸               | ۳۳۶٫۰               | ۲۹۴٫۵               | ۲۴۹٫۰               | ۲۰۷٫۷               | ۳٬۵۶۶٫۷             |
| میانگین روزانه ساعت‌های تابش آفتاب | ۶٫۱                 | ۶٫۶                 | ۷٫۹                 | ۹٫۶                 | ۱۱٫۷                | ۱۳٫۱                | ۱۳٫۵                | ۱۲٫۸                | ۱۱٫۲                | ۹٫۵                 | ۸٫۳                 | ۶٫۷                 | ۹٫۸                 |
| منبع: Arab Meteorology Book       |                     |                     |                     |                     |                     |                     |                     |                     |                     |                     |                     |                     |                     |

## خواهرخواندگان
- کمپیناس در ایالت سائو پائولو، برزیل
- اگر (مجارستان) در مجارستان(از 2013)[۱۳]
- آلساندریا در استان آلساندریا، پیمونت،  ایتالی(از 2004)
- پیزا در استان پیزا، توسکانی، ایتالیا(از 2000)[۱۴]
- لردال در نروژ(از 1998)
- یاش در رومانیا
- کراگویواتس در صربستان[۱۵]
- کالیپاتریا، کالیفرنیا، کالیفرنیا در آمریکا